# 恵徳皇后
恵徳皇后（けいとくこうごう、? - 400年）は、後燕の恵愍帝慕容宝の皇后。姓は段氏。

## 生涯
慕容宝に嫁ぎ、男子を1人産んだ。永康元年（396年）、慕容宝が即位すると、皇后に立てられた。同年、息子の慕容策が太子に立てられた。
永康3年（398年）5月、蘭汗は慕容宝と慕容策を殺害し、昌黎王を自称して即位、簒奪した。7月、慕容宝の庶出長男の慕容盛（昭武帝）が父の仇討として蘭汗を殺し、即位した。嫡母の段皇后も皇太后に立てられた。
長楽元年12月25日（西暦400年）、崩御した。「徳」の諡号が贈られ、夫の諡を重ねて恵徳皇后と称された。

## 男子
- 慕容策（献哀太子）

## 伝記資料
- 『晋書』載記
- 『十六国春秋』
- 『資治通鑑』